# Mordella pauli
Mordella pauli es una especie de coleóptero de la familia Mordellidae. Presenta las siguientes subespecies: M. p. holtzei y M. p. pauli.

## Distribución geográfica
Habita en Sudamérica.